# 1079
| Calendário gregoriano                                                        | 1079 MLXXIX                                           |
| Ab urbe condita                                                              | 1832                                                  |
| Calendário arménio                                                           | 528 – 529                                             |
| Calendário bahá'í                                                            | -765 – -764                                           |
| Calendário budista                                                           | 1623                                                  |
| Calendário chinês                                                            | 3775 – 3776 Início a 4 de fevereiro (aproximadamente) |
| Calendário copta                                                             | 795 – 796                                             |
| Calendário etíope                                                            | 1071 – 1072                                           |
| Calendários hindus - Vikram Samvat - Calendário nacional indiano - Cáli Iuga | 1134 – 1135 1000 – 1001 4179 – 4180                   |
| Calendário Holoceno                                                          | 11079                                                 |
| Calendário islâmico                                                          | 471 – 472                                             |
| Calendário judaico                                                           | 4839 – 4840                                           |
| Calendário persa                                                             | 457 – 458                                             |
| Calendário rúnico                                                            | 1329                                                  |
| Calendário solar tailandês                                                   | 1622                                                  |

1079 (MLXXIX, na numeração romana) foi um ano comum do século XI do Calendário Juliano, da Era de Cristo, e a sua letra dominical foi F (52 semanas), teve início a uma terça-feira e terminou também a uma terça-feira.
No território que viria a ser o reino de Portugal estava em vigor a Era de César que já contava 1117 anos.
| Ano completo                       |
| ---------------------------------- |
| Ano comum com início à terça-feira |

## Eventos
- O Cid, lutando pela cidade de Sevilha, luta contra nobres que serviam o mesmo rei.

## Nascimentos
- 8 de Agosto - Horikawa, 73º imperador do Japão.
- D. Gonçalo Mendes da Maia (1079 - 1060? - Batalha de Ourique 1155) foi um comandante militar e um Cavaleiro português (vulgarmente conhecido como o "Lidador").

## Mortes
- 11 de abril - martírio de Santo Estanislau da Polônia.